# 维勒弗朗克 (上比利牛斯省)
维勒弗朗克（法語：Villefranque，法語發音：[vilfʁɑ̃k]）是法国上比利牛斯省的一个市镇，位于该省北部，属于塔布区。

## 地理
维勒弗朗克（43°30'0"N, 0°0'19"W）面积3.17 平方千米，位于法国奧克西塔尼大區上比利牛斯省，该省份为法国西南部内陆省份，北至热尔省，西接大西洋比利牛斯省，南与西班牙接壤，东临上加龙省。
与维勒弗朗克接壤的市镇（或旧市镇、城区）包括：科萨德里维耶尔、埃斯蒂拉克、拉斯卡泽尔、松布兰。
维勒弗朗克的时区为UTC+01:00、UTC+02:00（夏令时）。

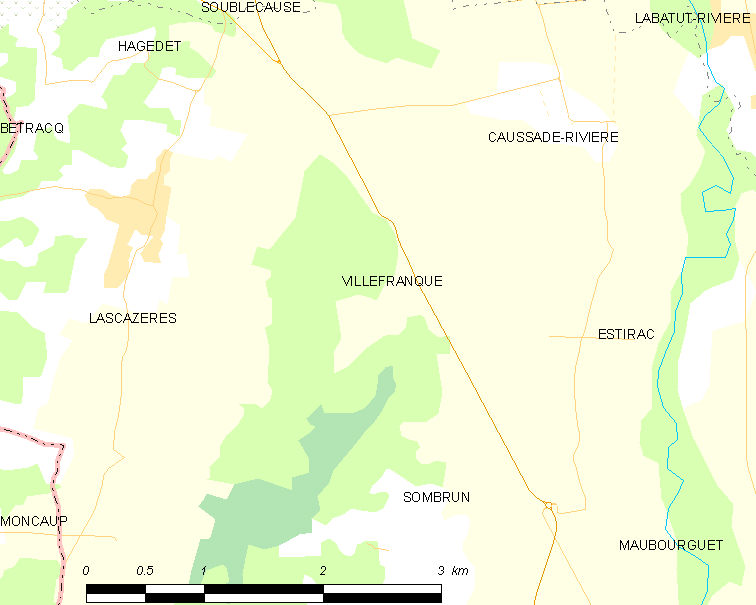
维勒弗朗克的OSM定位图

## 行政
维勒弗朗克的邮政编码为65700，INSEE市镇编码为65472。

## 政治
维勒弗朗克所属的省级选区为阿杜尔河谷-吕斯唐-马迪拉奈县。

## 人口

1962-2008年间维勒弗朗克人口变化图示

维勒弗朗克于2022年1月1日时的人口数量为74人。